# Gymnastik under sommer-OL 2016 – Artistiske all-around for hold (herrer)
Mændenes artistiske all-around for hold under sommer-OL 2016 i Rio de Janeiro blev holdt d. 8. august 2016 på HSBC Arena.

## Kvalificeret hold
- Brasilien
- Kina
- Storbritannien
- Tyskland
- Japan
- Rusland
- Ukraine
- USA